# Темискаминг Шорс (Онтарио)
Темискаминг Шорс (енгл. Temiskaming Shores) је град у Канади у покрајини Онтарио. Према резултатима пописа 2011. у граду је живело 10.400 становника.

## Становништво
Према резултатима пописа становништва из 2011. у граду је живело 10.400 становника, што је за 0,4% мање у односу на попис из 2006. када је регистровано 10.442 житеља.
| 2006.  | 2011.  |
| ------ | ------ |
| 10.442 | 10.400 |